# Xhevdet Gela
Xhevdet Gela (Vučitrn, 14 novembre 1989) è un calciatore finlandese, centrocampista del GrIFK.

## Carriera

### Club
Il 17 gennaio 2019 viene acquistato a titolo definitivo dalla squadra finlandese dell'HIFK.